# レバノン・ポンド
レバノン・ポンド（Lebanese pound）は、レバノンの通貨。通貨の補助単位はピアストル（カルシュ）だが、現在は使われていない。

## 概要
第一次世界大戦まではオスマン帝国領であったため、この地域ではトルコ・リラが使用された。大戦中にイギリスに占領されるとエジプト・ポンドが流通したが、大戦後にフランスの委任統治領となるとシリア・ポンドの発行が始まり、1ポンド＝20フランス・フランの固定相場制をとった。これはシリアとレバノン共通の通貨であったが、レバノンでは1924年から独自の硬貨を、1925年から独自の紙幣を発行するようになった。当時はまだシリア・ポンドとの互換性が保たれていたものの、1939年には完全に独立した通貨となった。1941年、フランスがナチス・ドイツに敗北すると、レバノン・ポンドは8.83レバノンポンド＝1イギリス・ポンドのレートで英国ポンドにペッグされた。1949年にはフランス・フランとの固定相場は放棄された。1975年から1990年の間、1ポンドは3アメリカ・ドルの価値があった。2006年、レバノン・ポンドは1アメリカ・ドル＝1507.5ポンドのレートに固定された。
2020年3月、レバノンは内戦時にさえ起らなかったデフォルト状態に陥った。このためレバノン・ポンドは暴落し、同年6-7月頃の闇レートで1ドルが8000レバノン・ポンド超に急落した。

## 硬貨
| 100レバノン・ポンド硬貨、左が表で右側が裏 |  | 100レバノン・ポンド硬貨、左が表で右側が裏 |
| 100レバノン・ポンド硬貨、左が表で右側が裏 |  |                                           |

レバノンの最初の硬貨は1924年に発行された2カルシュと5カルシュである。その後、½、1、2、2.5、5、10、25、50カルシュ硬貨が発行された。1952年から1986年の間には1、2½、5、10、25、50カルシュと1ポンド貨が発行された。1986年から1996年までは硬貨は発行されていなかったが、1996年に50、100、250、500ポンド貨が新たに発行された。

## 紙幣
レバノンの最初の紙幣は1925年にシリア・大レバノン銀行によって、25カルシュから100ポンドまで発行された。1939年には銀行はシリア・レバノン銀行に変更された。この年、250ポンド紙幣が発行された。1942年から1950年までの間、5、10、25、50カルシュ紙幣が発行された。1945年以降、シリア・レバノン銀行は両ポンドを区別するため、レバノン・ポンドの名を紙幣に印字し始めた。1964年には発券業務はレバノン銀行へと移った。1980年代のインフレーションにより、紙幣の価値は大きく目減りした。
| 現行の紙幣 | 現行の紙幣 | 現行の紙幣    | 現行の紙幣   |
| 画像       | 画像       | 金額          | 中心となる色 |
| 表         | 裏         | 金額          | 中心となる色 |
| ---------- | ---------- | ------------- | ------------ |
|            |            | 1,000ポンド   | 緑色         |
|            |            | 5,000ポンド   | ピンク色     |
|            |            | 10,000ポンド  | 黄色         |
|            |            | 20,000ポンド  | ピンク色     |
|            |            | 50,000ポンド  | 青色         |
|            |            | 100,000ポンド | 青色         |